# شوگرلوف ویلج (کالیفرنیا)
شوگرلوف ویلج (به انگلیسی: Sugarloaf Village) یک منطقهٔ مسکونی در ایالات متحده آمریکا است که در شهرستان تولار، کالیفرنیا واقع شده‌است. شوگرلوف ویلج ۰٫۱۷۴ کیلومتر مربع مساحت و ۱۰ نفر جمعیت دارد و ۱٬۵۷۶٫۱۴ متر بالاتر از سطح دریا واقع شده‌است.